# Nocario
Nocario est une commune française située dans la circonscription départementale de la Haute-Corse et le territoire de la collectivité de Corse. Le village appartient à la piève d'Orezza, en Castagniccia.

## Géographie

### Situation
Nocario est une commune située au cœur de la Castagniccia, dans le canton de Castagniccia, au sud-est de Bastia. Cette commune est un assemblage (historique) de trois villages : le hameau de Nocario (qui a donné son nom officiel à l'ensemble) — orthographié en corse Nucariu — , le hameau de Celle et Pietricaggio et celui d'Erbaggio. Au centre géographique de ces trois hameaux sont situés l'église paroissiale Saint-Michel, la mairie et le cimetière. Nocario est adhérente au parc naturel régional de Corse, dans son « territoire de vie » nommé Castagniccia.

### Géologie et relief
Nocario est une commune de moyenne montagne, sans façade littorale. Elle se situe dans la « Corse schisteuse » au nord-est de l'île, dans le prolongement de l'arête schisteuse du Cap Corse ou massif de la Serra, orientée dans un axe nord-sud, qui se poursuit avec le massif du San Petrone et se termine au sud de la Castagniccia.
La commune occupe le bassin versant du ruisseau de San Fiumento représenté par un territoire s'étalant vers l'E-SE, sur le flanc oriental du massif du San Petrone, depuis la portion de ligne de crête comprise entre le Pinzu Rossu (1 660 m) et le San Petrone (1 767 m), son culmen, qui se situe à l'extrémité sud-ouest communale. Son point le plus bas (459 m) est le lit du ruisseau de Verdèse, à l'extrémité sud-est communale.
Limites territoriales

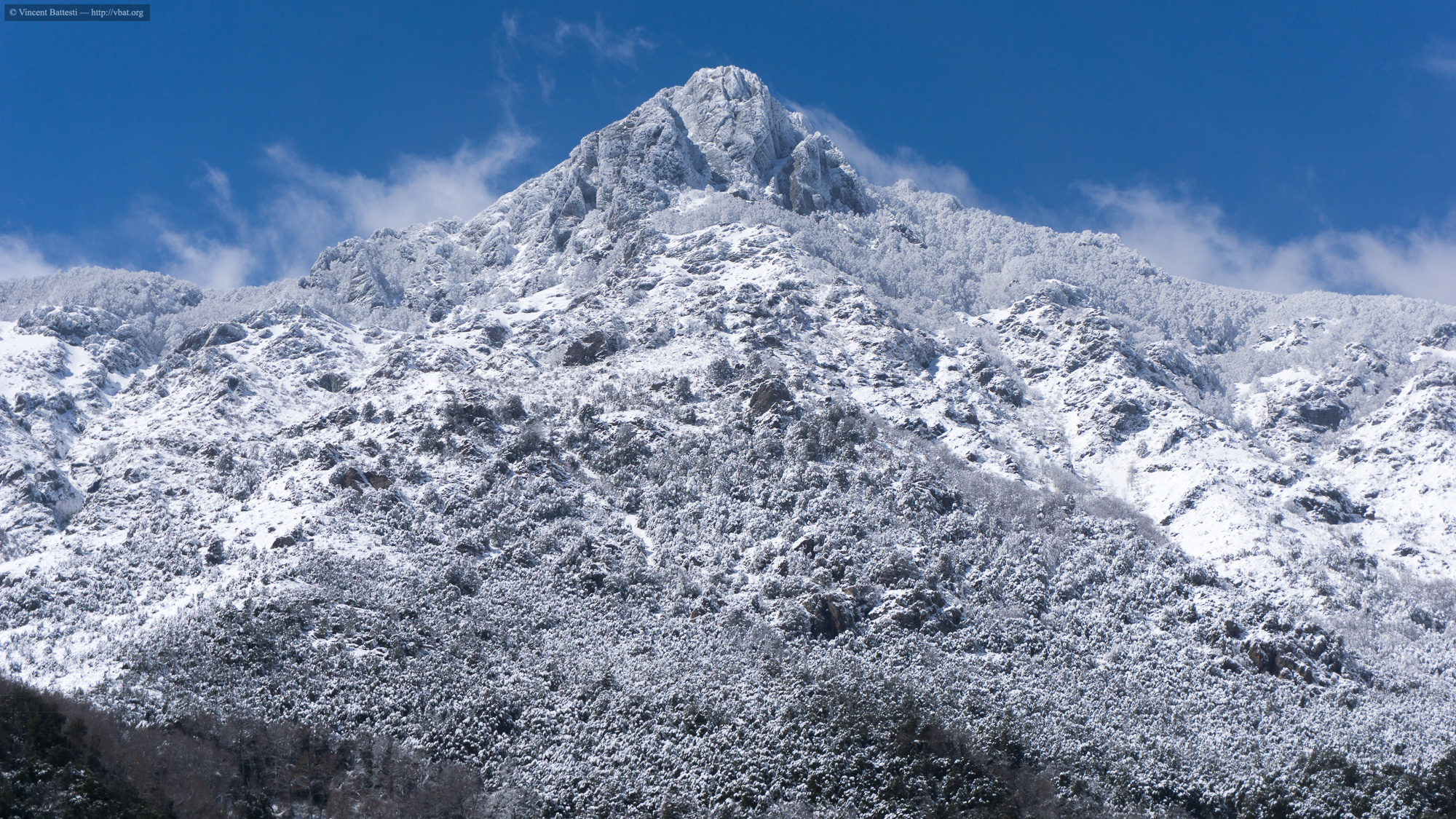
Sommet et versant oriental du Monte San Petrone depuis Nocario sous la neige.

- Au nord la commune est bordée par une ligne de crête articulée à l'ouest au Pinzu Rossu sur la chaîne principale du San Petrone, et se terminant à l'est au col de Foata « à cheval » sur Polveroso, Verdèse et Nocario ;
- à l'est, la démarcation sépare Nocario de Verdèse depuis le col de Foata jusqu'au lit du ruisseau de Verdèse[2], près de la chapelle de San Pancrazio ;
- au sud, c'est d'abord le ruisseau de Verdèse (ou ruisseau de Mulinaccio) qui délimite Nocario et Piedicroce, puis une démarcation remontant au nord à flanc de montagne pour rejoindre le ruisseau de Tigliola et suivre celui-ci, qui sépare Nocario de Campana ;
- à l'ouest, c'est la ligne de crête comprise entre le San Petrone et le Pinzu Rossu qui sépare Nocario et Saliceto.

### Hydrographie
Le réseau hydrographique de ce petit territoire (superficie de 3,08 km2) est très dense. Les nombreux vallons sont parcourus par de petits cours d'eau dont le principal est le ruisseau de San Fiumento (ou ruisseau d'Alziccio en amont). Il est grossi par les eaux des ruisseaux de Falongo et de Tigliola.
Il conflue au sud la commune, avec le ruisseau de San Pancrazio (autres toponymes : ruisseau de Verdèse, ruisseau de Mulinaccio) qui sépare Nocario et Piedicroce.

### Climat et végétation
La région dans laquelle se situe la commune est la Castagniccia, qui se caractérise par son relief de moyenne montagne (le village se situe à environ 600 mètres d'altitude) et ses forêts de châtaigniers qui constituaient jusqu'au milieu du XXe siècle l'arbre à pain de l'île. Elle faisait partie de l'ancienne pieve d'Orezza.
Nocario est concernée par la forêt indivise de Santo Pietro d'Accia (nord), qui s'étend du col de Prato (985 mètres) jusqu'au sommet du San Petrone. Cette forêt est en zone naturelle d'intérêt écologique, faunistique et floristique de 2e génération, sous la dénomination « Hêtraies du massif du San Petrone ».

### Voies de communication et transports

#### Accès routiers
Nocario se trouve à 50 minutes de voiture environ de Bastia, métropole distante de 55 km. Son territoire est traversé du nord au sud par la route D 71 qui relie Ponte-Leccia sur la RT 20 (ex-RN 193), à Prunete (Cervione) sur la RT 10 (ex-RN 198).
La D 46, qui démarre de la route D 71 sur Campana, et permet d'accéder au village de Verdèse et au-delà, dessert les hameaux de Nocario et Erbaggio. Le hameau de Celle et Pietricaggio est quant à lui desservi par le chemin de Pietricaggio à Saint-Michel. Entre le hameau d'Erbaggio (Nocario) et Verdèse, sur la commune de cette dernière, se situe la jonction de la D 46 avec la route D 346 conduisant à Polveroso, Croce, Ficaja, La Porta, etc., communes au nord de Verdèse.

#### Transports
Aucun service de transport public ne dessert la commune. La gare la plus proche se trouve à Ponte-Leccia et est distante de 27 km. Les port et aéroport les plus proches sont ceux de Bastia, respectivement à 55 km et à 38 km.

## Urbanisme

### Typologie
Au 1er janvier 2024, Nocario est catégorisée commune rurale à habitat dispersé, selon la nouvelle grille communale de densité à sept niveaux définie par l'Insee en 2022.
Elle est située hors unité urbaine. Par ailleurs la commune fait partie de l'aire d'attraction de Bastia, dont elle est une commune de la couronne,. Cette aire, qui regroupe 93 communes, est catégorisée dans les aires de 50 000 à moins de 200 000 habitants,.

### Occupation des sols
L'occupation des sols de la commune, telle qu'elle ressort de la base de données européenne d’occupation biophysique des sols Corine Land Cover (CLC), est marquée par l'importance des forêts et milieux semi-naturels (88,5 % en 2018), néanmoins en diminution par rapport à 1990 (91,5 %). La répartition détaillée en 2018 est la suivante : 
forêts (62,7 %), espaces ouverts, sans ou avec peu de végétation (25,8 %), zones agricoles hétérogènes (11,5 %). L'évolution de l’occupation des sols de la commune et de ses infrastructures peut être observée sur les différentes représentations cartographiques du territoire : la carte de Cassini (XVIIIe siècle), la carte d'état-major (1820-1866) et les cartes ou photos aériennes de l'IGN pour la période actuelle (1950 à aujourd'hui).

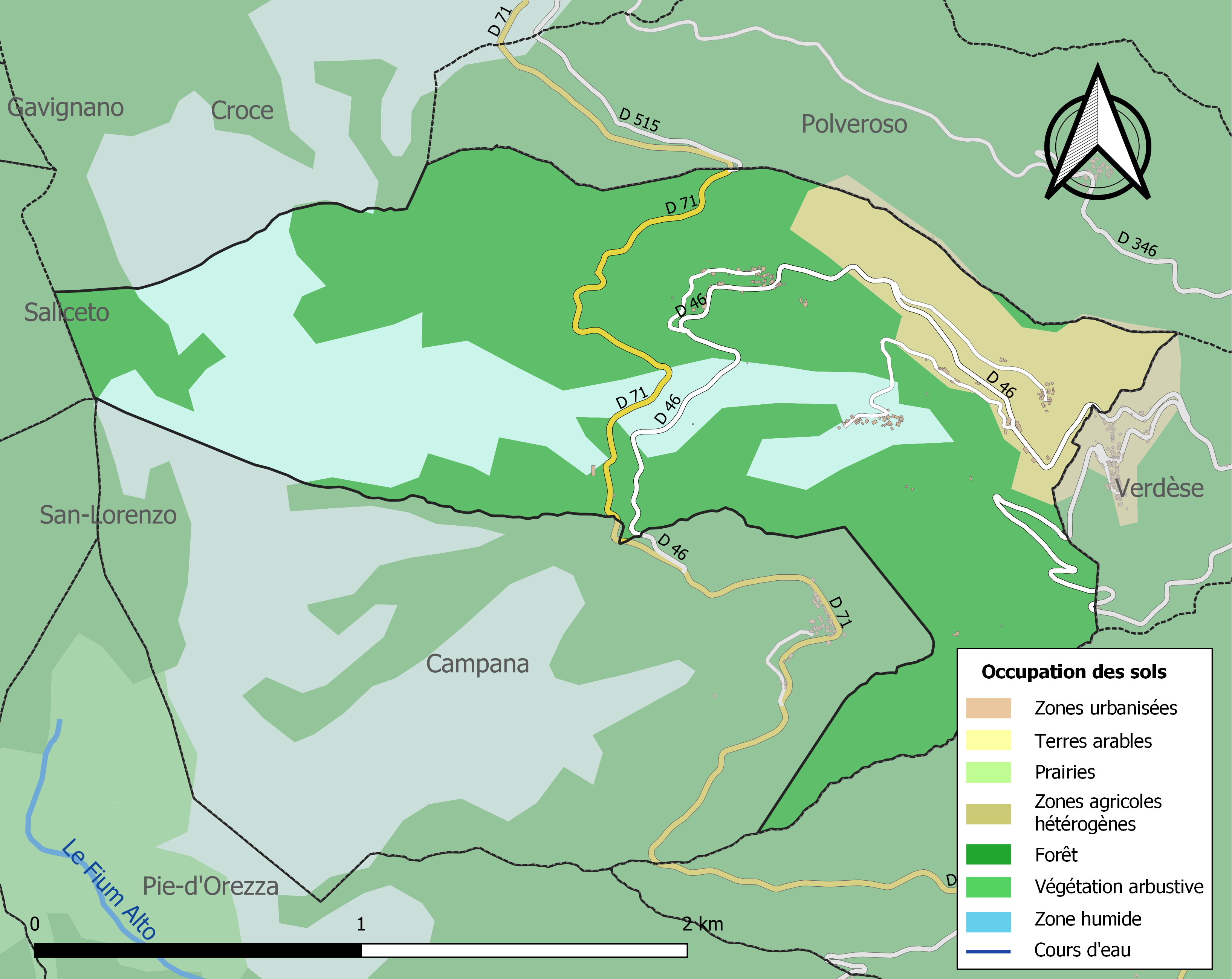
Carte des infrastructures et de l'occupation des sols de la commune en 2018 (CLC).

## Urbanisation
Village de la piève d'Orezza, situé au cœur de la Castagniccia, Nocario étage ses trois hameaux montagnards Nocario (Nucariu), Erbaggio (L'Erbaghju) et Pietricaggio-d'Orezza (U Petricaghju) sur les pentes du versant oriental du Monte San Petrone (1 767 m).

### Nocario
Nocario (Nucariu), le plus haut hameau au nord de la commune, est construit à une altitude moyenne de 670 m, sur le flanc méridional d'un petit chaînon s'épaulant au monte San Petrone. S'y trouve la chapelle Sainte-Barbe. En contrebas du hameau, se situe le lieu-dit Casanova.

### Erbaggio
Erbaggio (Erbaghju) est un hameau situé à environ un kilomètre (distance orthodromique) de Nocario, plus bas que celui-ci puisqu'à une altitude moyenne de 590 m. Le hameau domine littéralement la commune voisine de Verdese. Dans la partie basse du hameau, se trouve la chapelle Saint-Martin. Ce hameau est peut-être le plus ancien de la commune.

### Celle et Pietricaggio
Celle et Pietricaggio (u Petricaghju) est un village construit à une altitude moyenne de 560 m, à l'est d'une petite arête rocheuse située au sud du village dont il est séparé par le vallon du ruisseau de San Fiumento. S'y trouve l'église Saint-Jean-Baptiste.
Dans le hameau de Pietricaggio, se trouve l'atelier d’ébénisterie de Pantaleon Alessandri.
Au sud de la commune se trouvent les ruines de Fossato, une ancienne communauté encore portée sur les cartes.

## Toponymie
Le nom en corse de la commune est Nucariu /nuˈgarju/, probablement issu du latin nugarum signifiant « noiseraie, lieu planté de noyers ».

## Histoire
Les informations sourcées sur le site communal sont rares, voire inexistantes, avant l'Époque moderne.
Au XVIe siècle, Mgr Giustiniani évêque de Nebbio décédé en 1536, faisait la description suivante de la pieve d'Orezza à laquelle le territoire de Nocario appartenait :

« Puis vient la piève d'Orezza qui est très étendue et ne contient pas moins de mille feux répartis en cinquante-huit villages dont les plus connus sont la Campana et Piè d'Albertino, parce que c'est là qu'habitent les chefs de parti de la piève. Il y a aussi à Orezza un couvent de Frères Mineurs. Ce pays est couvert de châtaigniers. Il n'y a pas longtemps que les habitants ont commencé à les greffer pour en améliorer les fruits, ce qui ne se pratique nulle part  ailleurs dans l'île. C'est même une nécessité pour eux, car ils ne vivent guère que du produit de leurs châtaigniers. Les hommes de cette piève sont industrieux ; ils s'occupent à vendre des étoffes de laine, de lin, des chaussures, et à faire quelques autres petits négoces de ce genre. Il y a aussi parmi eux de bons soldats, comme dans les autres pays de l'île. »

— Mgr Giustiniani in Dialogo nominato Corsica, traduction Lucien Auguste Letteron in Histoire de la Corse, Description de la Corse - Tome I, p. 39

### Moyen Âge
Après avoir défait les Mores qui s'étaient retirés sur le mont d'Accia et les avoir soumis, avec l'appui des autres évêques de l'île, le comte Bianco obtint de faire du mont d'Accia le titre d'un évêché, soumis à l'archevêché de Gênes et comprenant trois pièves : Orezza, Ampugnani et Rostino. Cependant, dans sa bulle du 20 mars 1133, le pape Innocent II dit en propres termes, qu'il institue le siège épiscopal d'Accia, cujus sedem constituimus, et que le nouveau diocèse sera formé de deux pièves, l'une détachée du diocèse de Mariana, l'autre du diocèse d'Aleria. L'erreur est signalée par l'abbé Letteron : l'évêché d'Accia ne comprenait que deux pièves, celle d'Ampugnani et celle de Rostino. Cet évêché, soumis à l'archevêché de Gênes, fut appelé évêché d'Accia ; il y bâtit l'église Saint-Pierre, au lieu-dit "San Petruculu" (littéralement "le petit Saint-Pierre", par opposition au "San Petrone" ("le grand Saint-Pierre").
Au début du XIIe siècle, l'île était profondément troublée, et comme autrefois, une partie était soumise aux seigneurs et aux gentilshommes ; l'autre partie avait repris le régime populaire, sous des comtes. Un grand nombre de familles avaient pris à leur tour de l'importance ; leurs membres s'appelaient aussi gentilshommes, comme par exemple les Orezzacci qui bâtirent un château à Pietreto.
En 1245, envoyé par les Pisans en Corse comme général, avec le titre de Juge (Giudice), Sinucello Della Rocca passa à Cruscaglia, obtint la soumission des Pianinchi à Valle, des Orezzacci à Cruscaglia et des Zicaugnacci, que Giudice traita dans la suite comme ses gentilshommes.

### Temps modernes
Orezza faisait partie des dix-neuf pièves de l'évêché d'Aléria qui avait un revenu de deux mille ducats.
Vers 1520, la piève d'Oreza comptait environ 5 000 habitants. Elle avait pour lieux habités : la Campana, la Ponticagia, lo Fossato, le Bulianache, le Celle, lo Poggiolo, Nocario, Acqua Fredola, lo Zuccarello, l’Erbagio, lo Petricagio, le Verallese, Campo Rotundo, Campo Donico, Siliura, lo Pigiale, lo Pè di Oreza, Pozolo, la Casalta, Piano, lo Pèdelaciore, la Fontana, le Duchelagie, lo Satoio, Patrimonio, Pastorechia, Stazone, le Piazole, le Ghilardagie, le Francolachie, lo Pastino, Osto, le Pichiaragie, Casabuona, Marmurio, lo Pogile, Casinegri, lo Gallico, la Casanova, la Penra buona, la Parata, lo Pogio, lo Pè di Petro, Tramica, le Pogie, Rapagio, Granagiolle, l’Olmo, Carpineto, Posatoio, Brosteco, lo Colle, Carcheto, lo Sorbello, lo Castello, lo Pè di Albertino, le Maistragie.
- 1553 - Agostino Spinola, l'un des premiers gentilshommes de Gênes débarqué en Corse sur vingt-six galères avec mille soldats espagnols et deux mille Italiens, après avoir défait et chassé ses ennemis, se conduisit comme s'il eût fait la guerre aux populations de ces montagnes, et non aux Français. Pour leur mettre sous les yeux un exemple terrible, il fit brûler et piller une partie de la piève de Rostino, une partie de celle d'Ampugnani et celle d'Orezza tout entière.
- 1554 - Andrea Doria accorda pour vingt jours un sauf-conduit aux pièves d'Orezza, d'Ampugnani, de Bozio, de Vallerustie, de Rostino et de Casacconi, pour que leurs habitants pussent aller faire la moisson et s'en retourner librement. Les populations firent ainsi leur moisson sans être inquiétées.
- 1556 - Sampiero Corso souleva sur son passage les populations, notamment dans la pieve d'Orezza où des centaines d'hommes le rejoignirent. Il séjourna quelques jours dans la piève d'Orezza. Il est trahi par Fra Martino, un religieux du couvent qui informa Stefano Doria sur les mouvements de Sampiero. Découvert, Fra Martino sera emprisonné avant d'être relâché sur la demande de Fra Battista, supérieur général de la province.
- 1558 - Alfonso, fils aîné de Sampiero, ayant appris que Luzio de la Casabianca qui avait été nommé capitaine par son père, avait fait sa soumission aux Génois et qu'il était à leur solde, fit élever un fort à l'Erbaggio d'Orezza pour défendre cette piève. Le capitaine génois Cristoforo de' Negri fut envoyé avec plusieurs compagnies dans la piève d'Orezza pour s'emparer du fort. Celui-ci fut enlevé sans gros efforts, les défenseurs s'étant retirés en escarmouchant du côté de Carpineto.
- 1768 - 15 mai, après la cession de la Corse à la France par les Génois, l'île passe sous administration militaire française. Les circonscriptions administratives territoriales sont révisées. Nocario se trouvait dans la pieve d'Orezza.
- 1789 - La Corse appartient au royaume de France. Elle est composée de onze juridictions royales : Aiacciu, Aleria, Bastia, Bonifaziu, Calvi et Balagna, Capicorsu, Corti, A Porta d’Ampugnani, Nebbiu, Sartè et Vicu.
- 1790 - 26 février, par décret la Corse est partagée en neuf districts (ex-juridictions) : Bastia, Oletta, A Porta, Cervioni, Corti, l'Isula Rossa, Aiacciu, Tallà et Vicu. Le district est partagé en cantons (ex-pievi), le canton en communes.
- 1790 - 4 mars, l'île ne forme provisoirement qu'un seul département, celui de Corse.
- 1793 - La commune s'appelait Nocario. Elle faisait partie du canton d'Orezza, dans le district de Corte, dans le département d'El Golo (l'actuelle Haute-Corse).
- 1801 - Nocario est dans le canton d'Orezza, dans l'arrondissement de Corte, dans le département d'El Golo (l'actuelle Haute-Corse).
- 1811 - les deux départements de l'île sont réunifiés pour devenir le département de Corse.
- 1828 - Le canton d'Orezza prend le nom de son chef-lieu, devenant le canton de Piedicroce[12].

### Époque contemporaine
- 1954 - Le canton de Piedicroce est composé des communes de Brustico, Campana, Carcheto, Carpineto, Monacia d’Orezza, Nocario, Parata, Piazzole, Piedicroce, Piedipartino, Pie-d’Orezza, Rapaggio, Stazzona, Valle-d’Orezza et Verdèse.
- 1973 - Avec la fusion imposée des anciens cantons de Piedicroce et Valle-d’Alesani, est créé le canton d'Orezza-Alesani - chef-lieu Piedicroce, dans l'arrondissement de Corte.
- 1975 - Nocario se retrouve dans le nouveau département de la Haute-Corse, après la partition du département de Corse en deux.

## Politique et administration

### Liste des maires
| Période                                  | Période  | Identité       | Étiquette | Qualité  |
| ---------------------------------------- | -------- | -------------- | --------- | -------- |
| ?                                        | ?        | François Doria |           |          |
| mars 2008                                | En cours | Paul Battesti  | PRG       | Retraité |
| Les données manquantes sont à compléter. |          |                |           |          |

Liste des derniers maires : Battesti Paul, Doria François, Doria Amable, Battesti Antoine

## Population et société

### Démographie
L'évolution du nombre d'habitants est connue à travers les recensements de la population effectués dans la commune depuis 1800. Pour les communes de moins de 10 000 habitants, une enquête de recensement portant sur toute la population est réalisée tous les cinq ans, les populations de référence des années intermédiaires étant quant à elles estimées par interpolation ou extrapolation. Pour la commune, le premier recensement exhaustif entrant dans le cadre du nouveau dispositif a été réalisé en 2005.

En 2022, la commune comptait 75 habitants, en évolution de +13,64 % par rapport à 2016 (Haute-Corse : +5,15 %, France hors Mayotte : +2,11 %).
| 1800 | 1806 | 1821 | 1831 | 1836 | 1841 | 1846 | 1851 | 1856 |
| ---- | ---- | ---- | ---- | ---- | ---- | ---- | ---- | ---- |
| 461  | 453  | 455  | 472  | 450  | 506  | 535  | 570  | 552  |

| 1861 | 1866 | 1872 | 1876 | 1881 | 1886 | 1891 | 1896 | 1901 |
| ---- | ---- | ---- | ---- | ---- | ---- | ---- | ---- | ---- |
| 543  | 507  | 619  | 506  | 506  | 502  | 509  | 535  | 527  |

| 1906 | 1911 | 1921 | 1926 | 1931 | 1936 | 1946 | 1954 | 1962 |
| ---- | ---- | ---- | ---- | ---- | ---- | ---- | ---- | ---- |
| 535  | 514  | 516  | 508  | 506  | 507  | 260  | 220  | 110  |

| 1968 | 1975 | 1982 | 1990 | 1999 | 2005 | 2006 | 2010 | 2015 |
| ---- | ---- | ---- | ---- | ---- | ---- | ---- | ---- | ---- |
| 90   | 70   | 41   | 33   | 42   | 55   | 54   | 59   | 66   |

| 2020 | 2022 | - | - | - | - | - | - | - |
| ---- | ---- | - | - | - | - | - | - | - |
| 76   | 75   | - | - | - | - | - | - | - |

### Enseignement
L'école primaire la plus proche est l'école primaire publique Aurélie Morise située au village de La Porta, distant de 12 km. Le collège d'enseignement général le plus proche est le collège de Casinca à Folelli, distant de 22 km. Le lycée Pascal-Paoli de Corte est le plus proche établissement, distants de 47 km.

### Santé
Le médecin le plus proche a son cabinet à Ponte Leccia, de même que la pharmacie, distants de  27 km. Les plus proches hôpitaux sont le Centre hospitalier intercommunal Corte Tattone qui est à 47 km, et le Centre hospitalier de Bastia, à 52 km. Les ambulanciers les plus proches se trouvent à Ponte Leccia, de même que les masseurs kinésithérapeutes. Une infirmière se trouve au village de Casabianca (19 km).

### Cultes
L'église paroissiale San Michele relève du diocèse d'Ajaccio.

### Sports

#### Randonnées
La commune de Nocario est située au pied du monte San Petrone (1 767 mètres), dont l'ascension à partir du col de Prato, relativement facile, permet de bénéficier au sommet d'une vue splendide sur l'ensemble de la Castagniccia. On trouve au sommet une remarquable petite statue de saint Pierre fixée au sol, sculptée en "vert d'Orezza", pierre tendre d'origine volcanique et de couleur vert foncé que l'on trouve dans le sol de cette région.

## Économie
Le village connait aujourd'hui encore la traditionnelle récolte des châtaignes au mois d'octobre, ainsi qu'une production artisanale de farine de châtaignes très savoureuse, servant à composer la "pulenda", plat traditionnel (une sorte de bouillie épaisse de cette farine) qui se déguste avec du fromage frais de brebis.

## Culture locale et patrimoine

### Lieux et monuments

#### Commune de Nocario
La commune est reprise à l'inventaire général du patrimoine culturel. Sur un bâti de 82 maisons, 42 ont été repérées et 13 étudiées.

#### Maisons
La construction des 13 maisons étudiées dont deux maisons de notable (familles Angeli et Battesti), se situe entre le XVe siècle et le XXe siècle.
En ce qui concerne l'architecture des maisons, celles-ci sont de haute taille, aux toits recouverts de lauzes et aux façades recouvertes de plâtre et de crépi.

#### Places et sentes
Le hameau de Petricaggio qui a été classé comme site caractéristique au sein du Parc naturel régional de Corse, possède une très jolie place en ricciata, c’est-à-dire pavée en pierre plantées à la verticale, ce qui permettait à l'origine d'éviter les écoulements de pluie et le ravinement, les surfaces gelées l'hiver et permettait surtout sur les terrains en pente aux sabots des ânes et mulets d'avoir prise. Ces ricciate avaient disparu avant d'être remises à l'honneur par l'anthropologue de l'école nationale supérieure du paysage de Versailles (ENSP) Didier Bouillon au début des années 2000. Il en existe aussi dans le hameau de Nocario.
La commune de Nocario compte deux églises et deux chapelles, construites toutes les quatre aux XVIIIe et XIXe siècles, dans un style baroque caractéristique de l'influence italienne.

#### Église Saint-Michel
L'église paroissiale Saint-Michel figure sur le plan terrier dressé entre 1773 et 1795. Elle pourrait dater de la première moitié du XVIIIe siècle. Remaniée, elle a été agrandie en 1864 (date portée sur le chevet). L'effondrement de la voûte en 1934 entraîne sa reconstruction partielle dans le deuxième quart du XXe siècle. Elle a été restaurée à la fin des années 1990.
L'église possède un campanile accolé à l'arrière du monument en pierre apparente schisteuses, typique de l'architecture de la Castagniccia. De nombreuses peintures en trompe-l'œil aux murs et au plafond ornent l'intérieur de l'édifice qui compte aussi une très belle statue de saint Michel archange terrassant un saisissant diable rouge. Elle est reprise à l'inventaire général du patrimoine culturel.

#### Église Saint-Jean-Baptiste
C'est un édifice de plan allongé, formé d'une nef à vaisseau et chapelles latérales et d'un chœur en retrait, couverts d'une voûte en berceau à lunettes, doté d'un campanile.
L'église Saint-Jean-Baptiste figure sur le plan terrier dressé entre 1773 et 1795. Elle peut dater du XVIIe siècle ou du XVIIIe siècle. Elle a été remaniée au XIXe siècle. L'édifice religieux est repris à l'inventaire général du patrimoine culturel.

#### Chapelle Saint-Martin
La chapelle Saint-Martin d'Erbaggio pourrait dater de la première moitié du XIXe siècle. Elle figure sur le cadastre de 1878. C'est un édifice de plan allongé, à nef unique et chœur en retrait couverts d'une voûte en berceau à lunettes. Présence d'un campanile. La chapelle est reprise à l'inventaire général du patrimoine culturel.

#### Chapelle Sainte-Barbe
La chapelle date de 1872, selon la date portée sur l'édifice. Elle est de plan allongé, à la nef formée d'un vaisseau couvert d'une voûte en berceau à lunettes et de chapelles latérales couvertes de voûtes en berceau plein-cintre. Le chœur, séparé de la nef par une balustrade en bois, est couvert d'une voûte en berceau à lunettes. Sa façade principale a le même aspect que ce celle de la chapelle Saint-Martin. Elle est reprise à l'inventaire général du patrimoine culturel.

#### Chapelle funéraire de la famille Battesti
Propriété privée, elle figure sur le cadastre de 1878 et pourrait dater de la première moitié du XIXe siècle. Elle est reprise à l'inventaire général du patrimoine culturel.

#### Autres patrimoines religieux
- Chapelle San Cristofaro : la petite chapelle se situe à une altitude de 738 m, en limite de Polveroso.
- Chapelle Saint Pancrace : elle se situe au sud de la commune, à environ 560 m d'altitude, dominant le ruisseau du même nom, et contournée par la route D46.

### Patrimoine culturel

#### Maison du Parc
La Casa Paoletti située U Petricaghju à Nocario, (Casa Paoletti Nucariu) est un écomusée du parc naturel régional de Corse.

### Patrimoine naturel

#### Parc naturel régional
Nocario est une commune adhérente au parc naturel régional de Corse, dans son « territoire de vie » appelé Castagniccia.
Le parc naturel régional de Corse a implanté à la fin des années 1990 une maison du parc au sein d'une bâtisse traditionnelle restaurée dans le hameau de Pietricaggio. Outre des bureaux et des logements pour les chercheurs, on y trouve un atelier d'ébénisterie où l'on fabrique du mobilier typique en bois de châtaignier.

#### ZNIEFF
La commune est concernée par deux zones naturelles d'intérêt écologique, faunistique et floristique de 2e génération :
Hêtraies du massif du San Petrone
La forêt de San Pietro d'Accia est divisée en deux massifs, l'un au nord, concernant Nocario, qui s'étend du col de Prato (985 mètres) jusqu'au sommet du San Petrone (1 767 mètres), point culminant de la Castagniccia, et l'autre au sud qui comprend les crêtes et les versants boisés entre le Monte Calleruccio (1 484 mètres) et la Punta di Caldane (1 724 mètres). Cette forêt communale, soumise au régime forestier, est exploitée localement pour le bois de chauffage.
La zone fait l'objet de la fiche ZNIEFF 940004200 - Hêtraies du massif du San Petrone, 2e génération.
Châtaigneraies de la petite Castagniccia
La ZNIEFF 940004146 d'une superficie de 10 559 ha, s’étend du nord au sud, du col de Pirello jusqu’au rocher de Muteri, sur une zone dite « petite Castagniccia » qui couvre 43 communes. La végétation est dominée par les châtaigneraies le plus souvent présentes sous forme de vergers ou de taillis.

### Personnalités liées à la commune
- Antoine Angeli : résistant durant la Seconde Guerre mondiale sous le surnom de "Lieutenant John", blessé lors d'un accrochage avec les Allemands dans un maquis de Haute-Loire, il se sacrifia en restant sur la position avec une mitrailleuse en batterie pour ralentir les ennemis, permettant le retrait de ses camarades. N'ayant plus de munitions, il se suicida d'une balle dans la tête pour ne pas tomber aux mains des ennemis.
- Albert Preziosi : capitaine aviateur de l'escadrille Normandie-Niemen durant la Seconde Guerre mondiale, il fut abattu par la chasse allemande dans le ciel d'Orel en août 1943.